# Clapton (album)
A Clapton a brit gitáros-énekes dalszerző Eric Clapton 2010-ben kiadott stúdióalbuma. Az album 2010. augusztus 27-én jelent meg az Egyesült Királyságban és egy nappal később az Egyesült Államokban. A négy évvel korábbi The Road to Escondido című J.J. Cale-lel közösen készített album óta ez az első olyan Eric Clapton lemez, amely saját anyagokat is tartalmaz. 

A lemez a hetedik helyen debütált brit albumlistán ami a legjobb helyezés a 2001-ben megjelent Reptile című album óta. Az Egyesült Államokban a Billboard 200-as listán a hatodik helyen szerepelt és 47 000 példány fogyott belőle az első héten. Az az album az első öt slágerlista-hely valamelyikén szerepelt Ausztriában, Dániában, Németországban, Norvégiában, Spanyolországban, Svédországban és Svájcban.

## Az album dalai
| #   | Cím                                   | Szerző(k)                                      | Hangminta | Hossz |
| --- | ------------------------------------- | ---------------------------------------------- | --------- | ----- |
| 1.  | Travelin' Alone                       | Lil' Son Jackson                               |           | 3:56  |
| 2.  | Rocking Chair                         | Hoagy Carmichael                               |           | 4:04  |
| 3.  | River Runs Deep                       | J.J. Cale                                      |           | 5:52  |
| 4.  | Judgement Day                         | Snooky Pryor                                   |           | 3:13  |
| 5.  | How Deep Is the Ocean                 | Irving Berlin                                  |           | 5:29  |
| 6.  | My Very Good Friend the Milkman       | Harold Spina                                   |           | 3:20  |
| 7.  | Can't Hold Out Much Longer            | Walter Jacobs                                  |           | 4:08  |
| 8.  | That's No Way to Get Along            | Robert Wilkins                                 |           | 6:07  |
| 9.  | Everything Will Be Alright            | J.J. Cale                                      |           | 3:51  |
| 10. | Diamonds Made from Rain               | Doyle Bramhall II, Nikka Costa, Justin Stanley |           | 4:22  |
| 11. | When Somebody Thinks You're Wonderful | Harry M. Woods                                 |           | 2:51  |
| 12. | Hard Times Blues                      | Lane Hardin                                    |           | 3:45  |
| 13. | Run Back to Your Side                 | Doyle Bramhall II, Eric Clapton                |           | 5:17  |
| 14. | Autumn Leaves                         | Kozma József, Johnny Mercer, Jacques Prévert   |           | 5:40  |

## A lemez kritikai fogadtatása
A Metacritic az adható 100 pontból 72-t ítélt meg a lemeznek 10 különböző mérvadó lemezkritikát figyelembe véve.

## Közreműködők
Az alábbi közreműködök segítségével készült az album:
- Eric Clapton – ének, gitár, mandolin
- Doyle Bramhall II – gitár, ütőhangszerek, ének, hangszerelés
- JJ Cale – gitár, ének
- Jim Keltner – dob, ütőhangszerek
- Willie Weeks – basszusgitár, bőgő
- Walt Richmond – zongora, billentyűs hangszerek, Hammond-orgona, Wurlitzer elektromos zongora
- Derek Trucks – gitár, slide gitár
- Paul Carrack – Hammond-orgona
- Sereca Henderson – orgona
- London Session Orchestra – vonósok
- Allen Toussaint – zongora
- Wynton Marsalis – trombita
- Kim Wilson – szájharmonika a Judgement Day és a Can't Hold Out Much Longer című számokban
- Sheryl Crow – ének
- Nikka Costa – háttérvokál
- Terry Evans – háttérvokál
- Willie Green, Jr. – háttérvokál
- Lynn Mabry – háttérvokál
- Arnold McCuller – háttérvokál
- Debra Parsons – háttérvokál
- Steve Winwood - gitár, ének, Hammond-orgona

## Fordítás
Ez a szócikk részben vagy egészben  a   Clapton (2010 album) című angol Wikipédia-szócikk ezen változatának fordításán alapul.  Az eredeti cikk szerkesztőit annak laptörténete sorolja fel. Ez a jelzés csupán a megfogalmazás eredetét és a szerzői jogokat jelzi, nem szolgál a cikkben szereplő információk forrásmegjelöléseként.